# DC Comics Presents
DC Comics Presents fu una serie a fumetti pubblicata dalla DC Comics dal 1978 al 1986 per un totale di 97 numeri e 4 annuali, e vide alleanze tra Superman e una vasta gamma di altri supereroi dell'Universo DC. Una storia rappresentata spesso "Whatever Happened to..." ebbe delle storie che rivelarono lo status di numerosi personaggi minori e poco utilizzati.

## Storia di pubblicazione
La serie fu lanciata dall'alleanza di Superman con Flash dello scrittore Martin Pasko e dell'artista José Luis García-López. Il nome del vincitore della gara indetta nella colonna della posta di DC Comics Presents comparve nella storia con protagonisti Superman e Hawkman nel n. 11 (luglio 1979). Il n. 26 incluse un inserto con una storia introduttiva all'imminente serie New Teen Titans di Marv Wolfman e George Pérez. Len Wein e Jim Starlin co-crearono il super criminale Mongul nel n. 27 (novembre 1980) come parte di una storia di tre numeri. Un altro inserto nel n. 41 fece intravedere la nuova direzione di Wonder Woman. Nel n. 47, Superman viaggiò su Eternia dove incontrò i Padroni dell'Universo. Ambush Bug comparve per la prima volta nel n. 52 (dicembre 1982) e comparve poi nei n. 59 e n. 81.La storia Superman/Challengers of the Unknown presente nel n. 84 fu illustrata da Jack Kirby e Alex Toth. La serie contenne anche la storia "The Jungle Line" con protagonisti Superman e Swamp Thing di Alan Moore, presente in DC Comics Presents n. 85 (settembre 1985), illustrata da Rick Veitch e inchiostrata da Al Williamson. Il n. 87 vide la comparsa e le origini del Kal-El di Terra Prime, che sarebbe poi stato noto come Superboy-Prime. Il numero finale fu un'eccezione al formato delle alleanze, avendo Superman in una "Storia mai raccontata" coinvolgente la Zona Fantasma, di Steve Gerber, dopo la serie limitata omonima.
Nel 2004, DC Comics Presents fu resuscitato per otto numeri auto-conclusivi, ognuno un singolo tributo all'editore della DC Comics Julius Schwartz deceduto quell'anno. Ogni numero presentò due storie basate su copertine classiche DC Comics del passato, riflettendo la pratica frequente di Schwartz di commissionare il concetto delle copertine, quindi dicendo agli scrittori di creare una storia intorno a quella copertina.
Nel luglio 2010, la DC annunciò il lancio del nuovo DC Comics Presents, una linea di numeri ristampati di 100 pagine che non videro ristampe fin dal giorno della loro pubblicazione.

## Alleanze viste
| Numero   | Personaggio(i)                       |
| -------- | ------------------------------------ |
| 1        | Flash                                |
| 2        | Flash                                |
| 3        | Adam Strange                         |
| 4        | Metal Men                            |
| 5        | Aquaman                              |
| 6        | Lanterna Verde                       |
| 7        | Red Tornado                          |
| 8        | Swamp Thing                          |
| 9        | Wonder Woman                         |
| 10       | Sgt. Rock                            |
| 11       | Hawkman                              |
| 12       | Mister Miracle                       |
| 13       | Legione dei Super-Eroi               |
| 14       | Superboy                             |
| 15       | Atom                                 |
| 16       | Fulmine Nero                         |
| 17       | Firestorm                            |
| 18       | Zatanna                              |
| 19       | Batgirl                              |
| 20       | Freccia Verde                        |
| 21       | Elongated Man                        |
| 22       | Capitan Comet                        |
| 23       | Dottor Fate                          |
| 24       | Deadman                              |
| 25       | Straniero Fantasma                   |
| 26       | Lanterna Verde                       |
| 27       | Martian Manhunter                    |
| 28       | Supergirl                            |
| 29       | Lo Spettro                           |
| 30       | Black Canary                         |
| 31       | Robin                                |
| 32       | Wonder Woman                         |
| 33       | Capitan Marvel                       |
| 34       | Marvel Family                        |
| 35       | Man-Bat                              |
| 36       | Starman                              |
| 37       | Hawkgirl                             |
| 38       | Flash                                |
| 39       | Plastic Man                          |
| 40       | Metamorpho                           |
| 41       | Joker                                |
| 42       | Unknown Soldier                      |
| 43       | Legione dei Super Eroi               |
| 44       | Dial H for Hero                      |
| 45       | Firestorm                            |
| 46       | Guardiani del Globo                  |
| 47       | Masters of the Universe              |
| 48       | Aquaman                              |
| 49       | Capitan Marvel                       |
| 50       | Clark Kent                           |
| 51       | Atomo                                |
| 52       | Doom Patrol                          |
| 53       | House of Mystery                     |
| 54       | Freccia Verde                        |
| 55       | Air Wave                             |
| 56       | Power Girl                           |
| 57       | Atomic Knights                       |
| 58       | Elongated Man                        |
| 58       | Robin                                |
| 59       | Legione degli Eroi Sostituti         |
| 60       | Guardiani dell'Universo              |
| 61       | OMAC                                 |
| 62       | Combattenti per la Libertà           |
| 63       | Amethyst, la Principessa di Gemworld |
| 64       | Kamandi                              |
| 65       | Madame Xanadu                        |
| 66       | Demon                                |
| 67       | Babbo Natale                         |
| 68       | Vixen                                |
| 69       | Blackhawk                            |
| 70       | Metal Men                            |
| 71       | Bizarro                              |
| 72       | Joker                                |
| 72       | Straniero Fantasma                   |
| 73       | Flash                                |
| 74       | Hawkman                              |
| 75       | Arion                                |
| 76       | Wonder Woman                         |
| 77       | Forgotten Heroes                     |
| 78       | Forgotten Villains                   |
| 79       | Clark Kent                           |
| 80       | Legione dei Super Eroi               |
| 81       | Ambush Bug                           |
| 82       | Adam Strange                         |
| 83       | Batman e gli Outsiders               |
| 84       | Challengers of the Unknown           |
| 85       | Swamp Thing                          |
| 86       | Supergirl                            |
| 87       | Superboy-Prime                       |
| 88       | Creeper                              |
| 89       | Omega Men                            |
| 90       | Firestorm                            |
| 90       | Capitan Atomo                        |
| 91       | Capitan Comet                        |
| 92       | Vigilante                            |
| 93       | Elastic Four                         |
| 94       | Harbinger                            |
| 94       | Lady Quark                           |
| 94       | Pariah                               |
| 95       | Hawkman                              |
| 96       | Blue Devil                           |
| 97       | Phantom Zone Villains                |
| Annual 1 | Superman di Terra-Due                |
| Annual 2 | Superwoman                           |
| Annual 3 | Capitan Marvel                       |
| Annual 4 | Superwoman                           |

## Personaggi comparsi nella serie di rinforzo "What Happened to..."
- Hourman della Golden Age (n. 25)
- Sargon lo Stregone (n. 26)
- Congorilla (n. 27)
- The Western Johnny Thunder e Madame .44 (n. 28)
- Dottor Mid-Nite della Golden Age (n. 29)
- Atomo della Golden Age (n. 30)
- Robotman della Golden Age (n. 31)
- Mark Merlin e il Principe Ra-Man (n. 32)
- Star Hawkins (n. 33)
- Rex the Wonder Dog (n. 35)
- Rip Hunter (n. 37)
- Crimson Avenger (n. 38)
- Richard Dragon (n. 39)
- Air-Wave della Golden Age (n. 40)
- Sandman della Golden Age (n. 42)
- Sandy the Golden Boy (n. 47)
- Black Pirate (n. 48)

## Tributo a Julius Schwartz
Nel settembre e ottobre 2004, DC Comics Presents fu resuscitato per una serie di otto numeri auto-conclusivi, ognuno dei quali era un tributo all'editore DC Julius Schwartz, che scomparve il febbraio precedente. Ogni numero presentò due storie basate su una copertina classica del passato, riflettendo il modo di lavorare di Schwartz, pratica in cui commissionava una copertina dicendo agli scrittori di crearne una storia intorno.
| DC Comics Presents:                                | Data           | Note |
| -------------------------------------------------- | -------------- | --- |
| DC Comics Presents: Batman n. 1                    | settembre 2004 | Copertina di Adam Hughes è un omaggio alla copertina di Batman n. 183 (agosto 1966)                                  |
| DC Comics Presents: Green Lantern n. 1             | settembre 2004 | Copertina di Brian Bolland è un omaggio alla copertina di Lanterna Verde n. 31 (settembre 1964)                      |
| DC Comics Presents: Hawkman n. 1                   | settembre 2004 | Copertina di José Luis García-López e Kevin Nowlan è un omaggio alla copertina di Hawkman n. 6 (febbraio–marzo 1965) |
| DC Comics Presents: Mystery in Space #1            | September 2004 | Copertina di Alex Ross è un omaggio alla copertina di Mystery in Space n. 82 (marzo 1963)                            |
| DC Comics Presents: Flash n. 1                     | ottobre 2004   | Copertina di Alex Ross è un omaggio a The Flash n. 163 (agosto 1966)                                                 |
| DC Comics Presents: Justice League of America n. 1 | ottobre 2004   | Copertina di José Luis García-López è un omaggio a Justice League of America n. 53 (maggio 1967)                     |
| DC Comics Presents: Superman n. 1                  | ottobre 2004   | Copertina di Adam Hughes è un omaggio alla copertina di Superman n. 264 (giugno 1973)                                |
| DC Comics Presents: The Atom n. 1                  | ottobre 2004   | Copertina di Brian Bolland è un omaggio alla copertina di The Atom n. 10 (dicembre 1963-gennaio 1964).               |

## Revival del 2010
Nel luglio 2010, la DC annunciò il lancio di una nuova serie DC Comics Presents che avrebbe presentato storie che non furono mai ristampate fin dalla loro pubblicazione originale. I titoli annunciati furono:
- DC Comics Presents: Batman n. 1, riprese Batman dal n. 582 al n. 585 (10/20/2010)
- DC Comics Presents: Batman n. 2, riprese Batman dal n. 591 al n. 594 (11/17/2010)
- DC Comics Presents: Batman n. 3, riprese Batman dal n. 595 al n. 598 (12/15/2010)
- DC Comics Presents: Nel giorno più splendente n. 1, che mise in luce Deadman e Hawkman, e riprese storie selezionate da Hawkman n. 27, n. 34 e n. 36, Solo n. 8, DCU Holiday ‘09 e Strange Adventures n. 205.
- DC Comics Presents: Nel giorno più splendente n. 2, che mise in risalto Martian Manhunter e Firestorm (sia Ronnie Raymond che Jason Rusch), e riprese Martian Manhunter n. 24 e Firestorm dal n. 11 al n. 13.
- DC Comics Presents: Ethan Van Sciver, che mise in risalto l'arte di Ethan Van Sciver e riprese Batman e Catwoman: Trail of the Gun n. 1 e n. 2.
- DC Comics Presents: The Flash e Lanterna Verde: Faster Friends, in cui si misero in luce Kyle Rayner e Wally West, e riprese entrambi i numeri delle due mini-serie.
- DC Comics Presents: Green Lantern, che mise in luce Kyle Rayner e Jade, e riprese Lanterna Verde (vol. 3) dal n. 137 al n. 140.
- DC Comics Presents: Jack Cross, che risaltò Jack Cross e riprese i numeri dal n. 1 al n. 4 della sua serie.
- DC Comics Presents: J.H. Williams III, che mise in risalto l'arte di J.H. Williams III e riprese Chase n. 1 e dal n. 6 al n. 8.
- DC Comics Presents: Legione dei Super-Eroi, che mise in risalto la reinvenzione di Dan Abnett e Andy Lanning della Legione dei Super Eroi portando a Legion Lost. Riprese Legion of Super-Heroes (Vol.4) n. 122 e n. 123 e Legionnaires n. 79 e n. 80.
- DC Comics Presents:Superman n. 1, riprese Superman dal n. 179 al n. 185 e Superman: The Man of Steel n. 121.
- DC Comics Presents: Superman n. 2, riprese Superman: The Man of Steel n. 133, Superman n. 189, Adventures of Superman n. 611, e Action Comics n. 798.
- DC Comics Presents: Superman n. 3, riprese Superman n. 177 e n. 178 e n. 181 e n. 182.
- DC Comics Presents: Superman n. 4, riprese Action Comics n. 768 e dal n. 771 al n. 773.
- DC Comics Presents: Young Justice n. 1, che mise in luce la Young Justice e riprese JLA: World Without Grown-Ups n. 1 e n. 2.
- DC Comics Presents: Young Justice n. 2, riprese Young Justice Secret Files, Young Justice in No Man's Land, e Young Justice: The Secret.
- Vertigo Resurrected, che vide una storia controversa e precedentemente vietata di Hellblazer scritta da Warren Ellis.

## Raccolte
- Showcase Presents: DC Comics Presents Superman Team-Ups Vol. 1 incluse DC Comics Presents dal n. 1 al n. 26, 512 pagine, novembre 2009, ISBN 1-4012-2535-7
- Superman in the Seventies incluse DC Comics Presents n. 14, 224 pagine, novembre 2000, ISBN 1563896389
- Superman in the Eighties includes DC Comics Presents n. 29, 192 pagine, aprile 2006, ISBN 1401209521
- Showcase Presents: Ambush Bug Vol. 1 incluse DC Comics Presents n. 52, n. 59, e n. 81, 488 pagine, marzo 2009, ISBN 1401221807
- DC Universe By Alan Moore incluse DC Comics Presents n. 85, 464 pagine, marzo 2012, ISBN 1-4012-3339-2